# Schiffstaufe

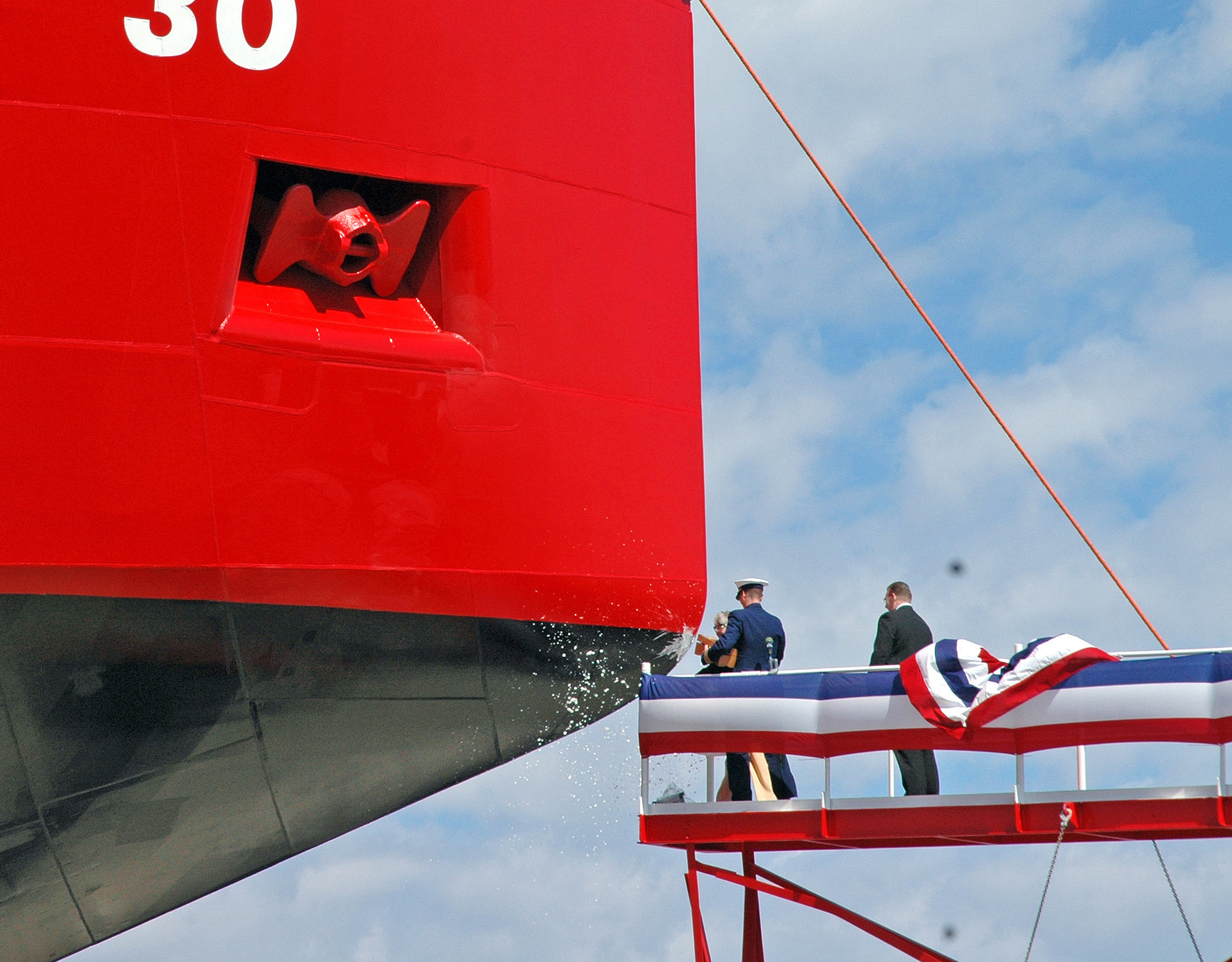
Schiffstaufe

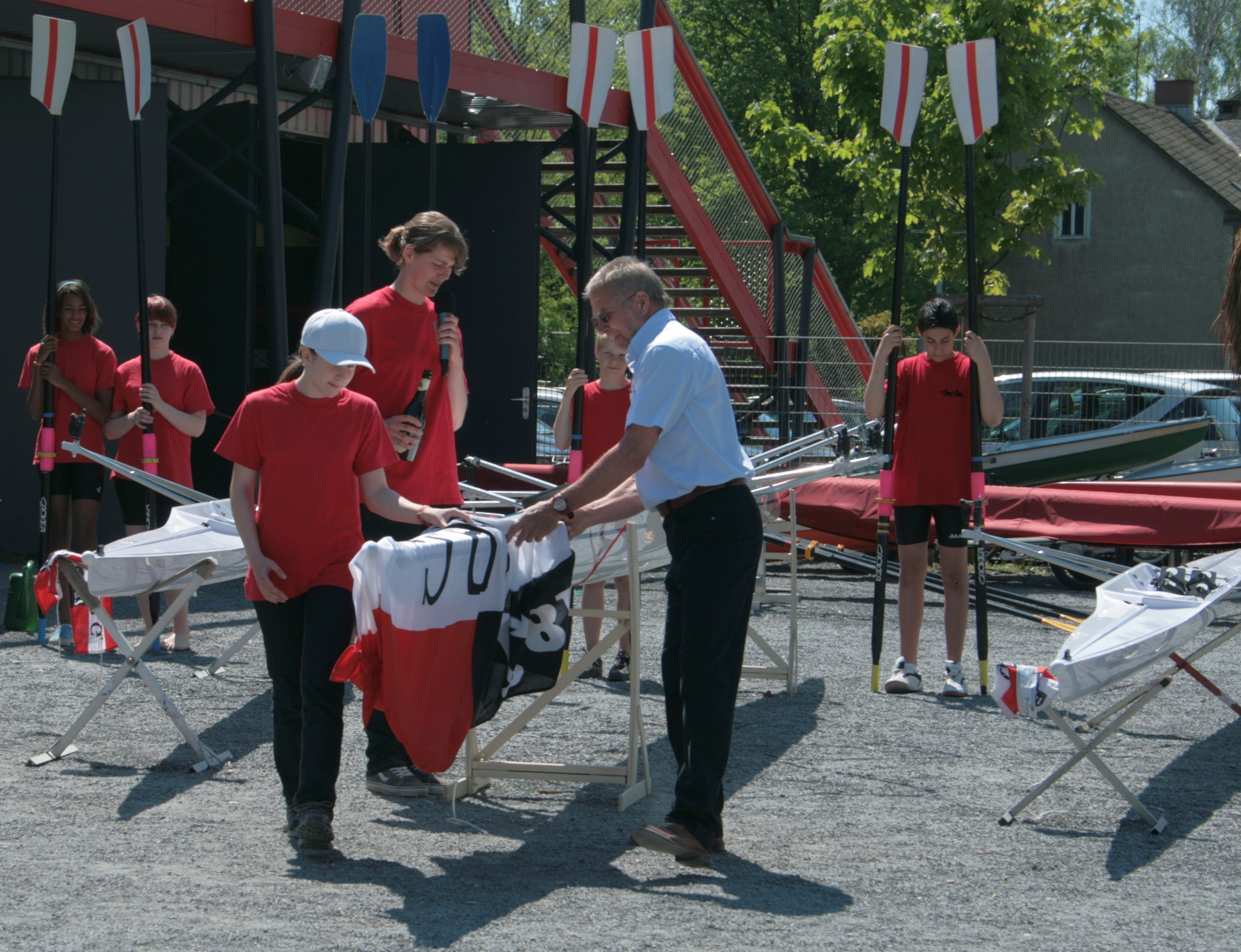
Taufe eines Ruderbootes

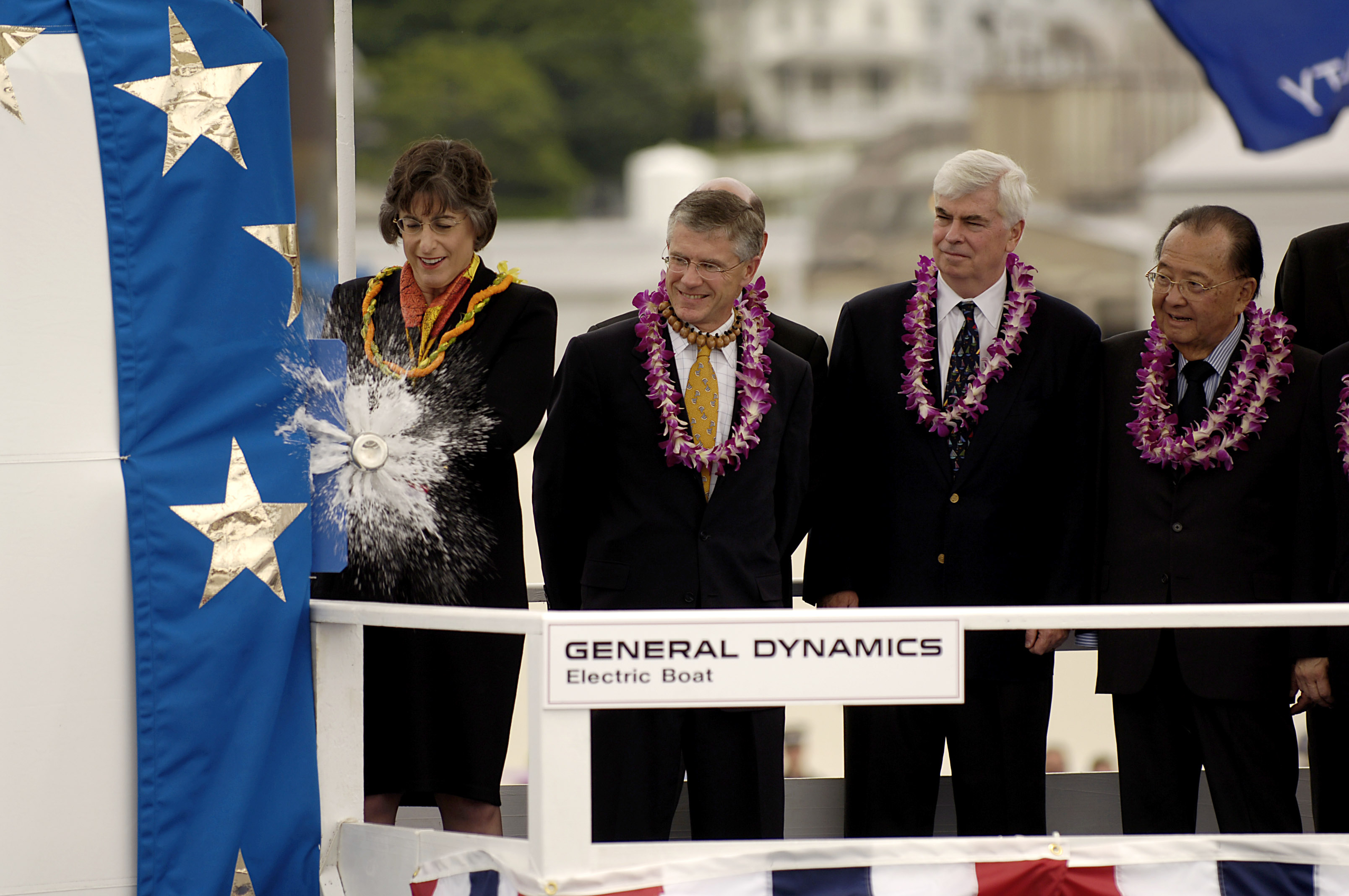
Die Flasche zerschellt …

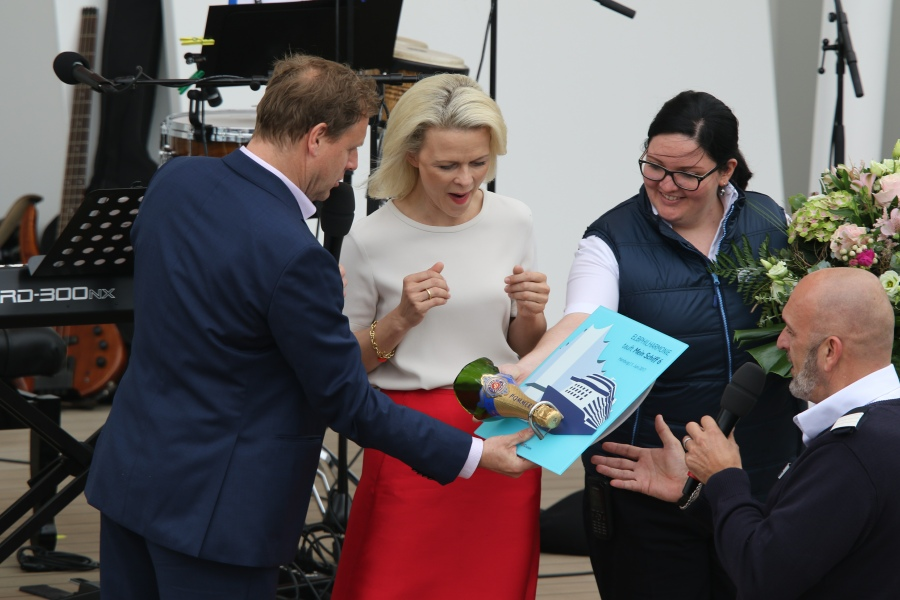
… die Taufpatin erhält den Flaschenhals

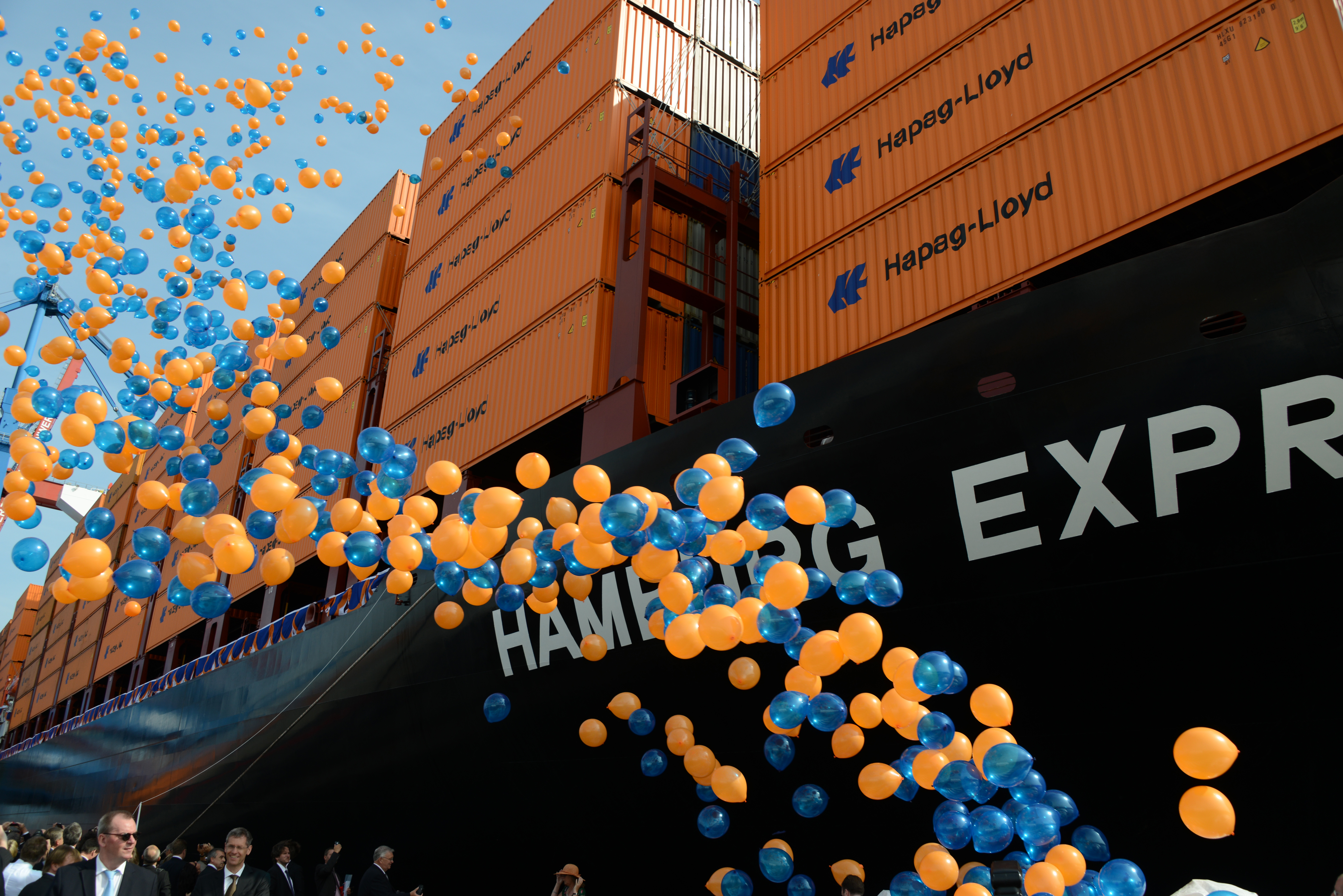
Taufe von Deutschlands größtem Containerschiff, der Hamburg Express am 17. August 2012 in Hamburg

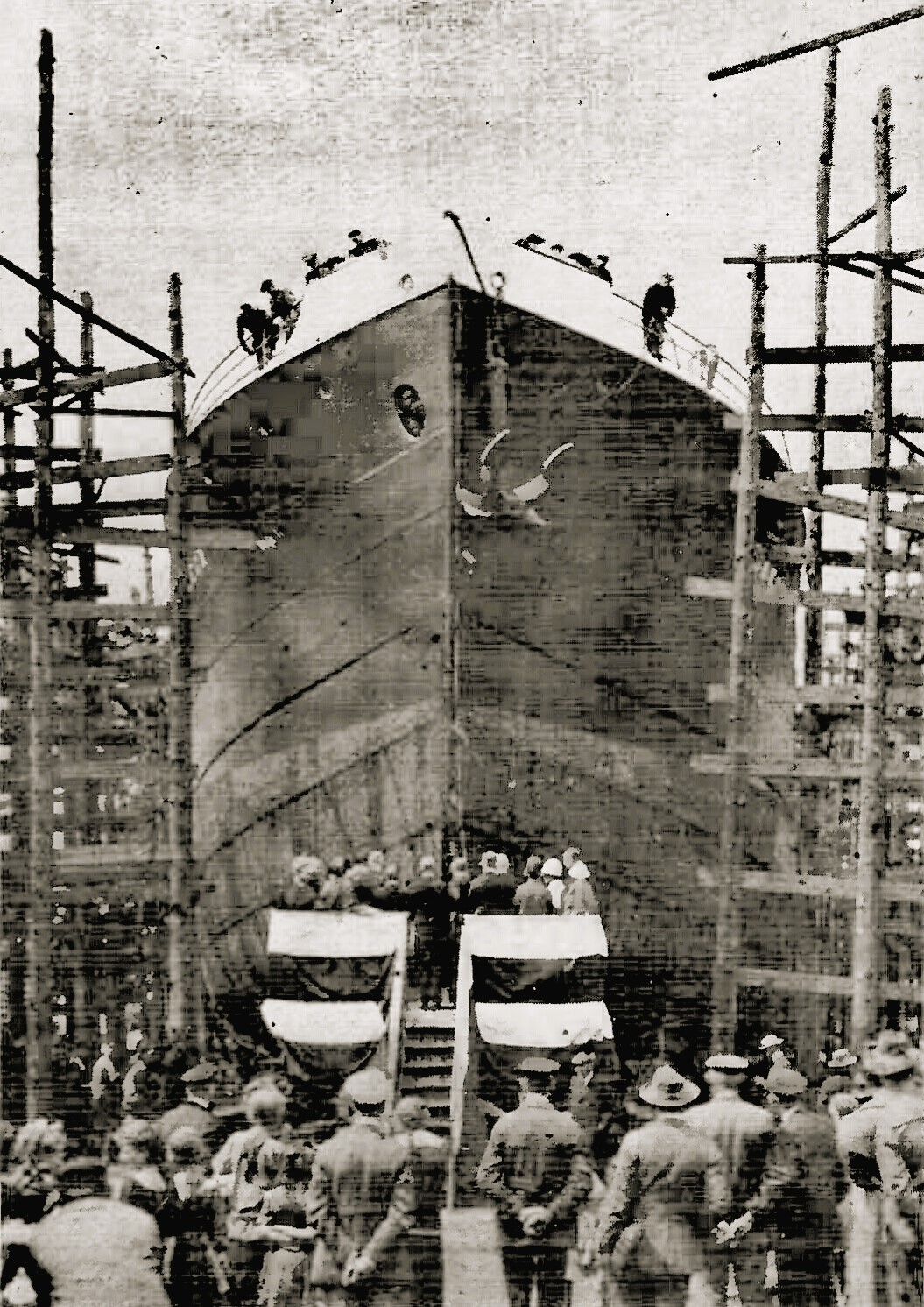
Taufe der Lübeck am 9. Juli 1925

Die Schiffstaufe ist ein feierlicher Akt, der traditionell vor dem Stapellauf von Schiffen durchgeführt wird (häufig aber erst beim ersten Anlauf eines bestimmten Hafens). Beim Taufakt wird dem Schiff sein Name verliehen und in großen Teilen der Welt eine Flasche Sekt oder Champagner am Schiffsrumpf zerschlagen (in einer Reihe von Ländern gibt es aber auch andere Taufzeremonien → siehe Abschnitt weiter unten). Häufig wird auch eine Rede gehalten.

## Geschichte
Die Namensgebung von Schiffen ist bis in das vierte vorchristliche Jahrtausend nachweisbar. Bis mindestens zu den Römern kann man bestimmte Stapellaufbräuche belegen. Frühe Schiffstaufen gingen häufig mit dem Darbringen von Opfern einher, wobei teilweise auch Menschenopfer dargebracht wurden. Der Begriff Schiffstaufe rührt aus einem Vulgärverständnis der christlichen Taufe her. Durch die Praxis der Säuglingstaufe gerieten Namensgebung und Taufe in einen engen zeitlichen Zusammenhang.

## Stapellauf-Bräuche
Wenn auf dem Segelschiff der Großmast eingesetzt wurde, legte man in der Höhlung der Mastspur ein blankes Goldstück ein, dorthin also, wo der Fuß des Mastes ruhen sollte. Dieses Goldstück, genannt der Goldfuchs, sollte Schutz vor den unbekannten Mächten des Meeres gewähren. Weiter gibt es den Brauch, auf einen Pall einen Pfennig/Cent zu legen, bevor die erste Kielplatte gelegt wird. Nach dem Stapellauf wird dieser geborgen und der Auftraggeber des Schiffes muss ihn bei den Schiffbauern (mit viel Schnaps und Bier) freikaufen.
Taufpate eines Schiffes ist stets eine Frau, die nicht rothaarig sein und während der Taufe nichts Grünes tragen darf. Ein Verstoß gegen einen dieser drei Punkte wird als ein böses Omen gewertet. Bei der „Taufe“ mit einer Sektflasche lässt die Taufpatin die Flasche an der Bordwand zerschellen. Dann wird der Korken untersucht, der zum Beweis der Echtheit/Wirksamkeit der Taufe noch fest im oberen Rest des Flaschenhalses sitzen muss. Bei der Taufe eines kleinen Bootes (z. B. Ruderboot oder Segeljolle) beschränkt man sich darauf, Sekt über das Boot zu schütten, um den Bootskörper nicht zu beschädigen. An der weißen Tafel zum anschließenden Festschmaus wird der Taufpatin nochmals die Verantwortlichkeit des Taufaktes optisch vor Augen geführt, indem eine Abordnung der Werftarbeiter den oft mit einer Kupfer- oder Messingschelle auf eine Holzplatte montierten Korken zur Auslösung präsentiert.
Die Taufrede endet üblicherweise mit der Namensgebung und dem Wunsch nach allzeit guter Fahrt und einer Handbreit Wasser unter dem Kiel.
Zwischenfälle während der Schiffstaufe werden als böses Omen gedeutet, z. B. wenn die Sektflasche nicht zerbricht oder das Schiff, wie im Fall des im Jahr 1953 im Nordatlantik spurlos verschollenen Frachters Melanie Schulte beim Stapellauf auf der Helling hängen bleibt.

## Taufzeremonien in anderen Ländern
- In Schottland nimmt man eine Flasche Whisky.
- In Japan beginnen Shintopriester die Zeremonie mit der rituellen Reinigung des Schiffbauplatzes mit geweihten Zweigen. Am Steven des Schiffes befestigt man Blumen und Flaggen sowie eine rotweiße mit Luftballons, Konfetti, Papierschlangen und Tauben gefüllte Papierkugel. Die Taufpatin kappt bei der Namensvergabe eine als symbolische Nabelschnur dienende Leine und die Papierkugel reißt beim Stapellauf auf.
- Stapellaufbräuche in China ähneln denen in Japan zum Teil, es wird aber ein rotes Band zerschnitten.
- Nach islamischer Sitte wird ein Schiff mit dem Wasser aus dem heiligen Brunnen von Mekka getauft.
- Nach indischem Brauch erhält das Schiff am Steven einen Blütenkranz aus Rosen und Nelken sowie ein indisches Schriftzeichen, das Glück bringen soll. Nach einem rituellen Opfer aus roter Farbe (Sinnbild der Erde), Blüten (Sinnbild des Himmels) und gefärbten Reiskörnern (Sinnbild des Schöpfungsaktes) wirft die Taufpatin eine Kokosnuss an den Schiffsrumpf.
- Zur Zeit der amerikanischen Prohibition nutzte man in den Vereinigten Staaten unter anderem Coca-Cola zur Taufe.